# Faculté de théologie catholique de Strasbourg
La Faculté de théologie catholique de Strasbourg, fondée en 1902, est une composante universitaire de l'université de Strasbourg. Elle comprend également l’Institut de droit canonique créé en 1920. 
À la suite d'un accord conclu entre le gouvernement de la République française et le Saint-Siège le 17 novembre 1923, elle est la seule faculté de théologie catholique d'une université publique en France, grâce notamment au régime concordataire français toujours en vigueur en Alsace-Moselle,. 
Ainsi, la faculté de théologie catholique et l’Institut de droit canonique ont la spécificité d’être parmi les seules institutions françaises à offrir des diplômes d’État en théologie catholique, avec le département de théologie de l'université de Lorraine, à Metz, en Moselle, et pour certains diplômes d’avoir une reconnaissance canonique par un accord avec le Saint-Siège. Sa mission première est l’enseignement, la recherche et la formation.

## Historique
En janvier 2009, la faculté de théologie catholique, qui faisait partie depuis 1970 de l'université Marc-Bloch (Strasbourg-II), est intégrée à l’université de Strasbourg issue de la fusion des trois universités strasbourgeoises.

## Localisation
La faculté est située au palais universitaire, 9 place de l’Université dans le campus central de Strasbourg.